# ديفيد إس. روبين
ديفيد إس. روبين (بالإنجليزية: David S. Rubin)‏ هو فنان أمريكي، ولد في 18 يونيو 1949 في لوس أنجلوس في الولايات المتحدة.